# Александрув (Піньчовський повіт)
Александрув (пол. Aleksandrów) — село в Польщі, у гміні Пінчів Піньчовського повіту Свентокшиського воєводства.
Населення — 99 осіб (2011).
У 1975-1998 роках село належало до Келецького воєводства.

## Демографія
Демографічна структура на день 31 березня 2011 року:
|          | Загалом | Допрацездатний вік | Працездатний вік | Постпрацездатний вік |
| -------- | ------- | ------------------ | ---------------- | -------------------- |
| Чоловіки | 48      | 9                  | 32               | 7                    |
| Жінки    | 51      | 10                 | 30               | 11                   |
| Разом    | 99      | 19                 | 62               | 18                   |